# Truyền thông hợp nhất
Truyền thông hợp nhất (Unified communications - viết tắt là UC) là một khái niệm kinh doanh và Marketing mô tả sự tích hợp của các dịch vụ liên lạc trong doanh nghiệp như tin nhắn tức thời (chat), thông tin hiện diện, giọng nói (bao gồm cả IP điện thoại), tính năng di động (bao gồm cả di động mở rộng và tiếp cận số đơn), âm thanh, video và hội nghị qua web, hội tụ di động cố định (FMC), chia sẻ màn hình desktop, chia sẻ dữ liệu (bao gồm bảng trắng tương tác điện tử được kết nối web), điều khiển cuộc gọi và nhận dạng giọng nói với các dịch vụ liên lạc không theo thời gian thực như tin nhắn hợp nhất (tích hợp thư thoại, Thư điện tử, SMS và Fax). UC không nhất thiết là một sản phẩm, mà là một bộ sản phẩm cung cấp giao diện người dùng hợp nhất và trải nghiệm người dùng hợp nhất trên nhiều loại thiết bị và phương tiện.
Theo nghĩa rộng nhất, UC có thể bao gồm tất cả các hình thức truyền thông được trao đổi qua mạng kể cả các hình thức truyền thông khác như Truyền hình giao thức Internet (IPTV) và bảng hiệu kỹ thuật số Truyền thông khi chúng trở thành một phần tích hợp của triển khai mạng lưới truyền thông, và có thể được hướng dẫn dưới dạng truyền thông một đối một hoặc truyền thông từ một đến nhiều.
UC cho phép một cá nhân gửi tin nhắn trên một phương tiện và nhận cùng một thông tin trên một phương tiện khác. Ví dụ: người ta có thể nhận được tin nhắn thư thoại và chọn truy cập nó qua e-mail hoặc điện thoại di động. Nếu người gửi trực tuyến theo thông tin hiện diện và hiện chấp nhận cuộc gọi, phản hồi có thể được gửi ngay lập tức thông qua trò chuyện bằng văn bản hoặc cuộc gọi video. Mặt khác, nó có thể được gửi dưới dạng tin nhắn không theo thời gian thực và có thể được truy cập thông qua nhiều phương tiện khác nhau.

## Định nghĩa
Có nhiều định nghĩa khác nhau cho truyền thông hợp nhất. Một định nghĩa cơ bản là "truyền thông được tích hợp để tối ưu hóa quy trình kinh doanh và tăng hiệu suất của người dùng", nhưng việc tích hợp như vậy có thể dưới nhiều hình thức, chẳng hạn như: người dùng chỉ cần điều chỉnh thói quen, tích hợp thủ công như được xác định bởi quy trình và đào tạo, tích hợp truyền thông vào các công cụ sẵn có như Mozilla Thunderbird, Microsoft Outlook, Lotus Notes , BlackBerry, Salesforce.com, v.v. hoặc tích hợp theo mục đích cụ thể vào các ứng dụng tùy chỉnh trong các bộ phận điều hành cụ thể hoặc trong các thị trường theo chiều dọc như chăm sóc sức khỏe.
Truyền thông hợp nhất là một tập hợp các công nghệ phát triển tự động hóa và thống nhất truyền thông giữa người và thiết bị trong bối cảnh và kinh nghiệm chung. Nó tối ưu hóa các quy trình kinh doanh và tăng cường liên lạc của con người bằng cách giảm độ trễ, quản lý luồng thông tin và loại bỏ các phụ thuộc vào thiết bị và phương tiện truyền thông.

### Các thành phần
Thực tế mọi thiết bị thông tin liên lạc có sẵn đều có thể được sử dụng cho truyền thông hợp nhất. Với truyền thông hợp nhất, nhiều phương thức truyền thông kinh doanh được tích hợp. Truyền thông hợp nhất không phải là một sản phẩm đơn lẻ mà là tập hợp các yếu tố bao gồm:
- Điều khiển cuộc gọi và liên lạc đa phương thức
- Sự hiện diện
- Nhắn tin tức thời
- Tin nhắn hợp nhất
- Tiếp cận lời nói và trợ lý cá nhân
- Hội nghị (âm thanh, web và video)
- Công cụ cộng tác
- Di động
- Tích hợp quy trình kinh doanh (BPI)
- Phần mềm cho phép tích hợp quy trình kinh doanh

Hiện diện trước cả khi biết người nhận dự định ở đâu, và nếu họ có sẵn trong thời gian thực, là một thành phần quan trọng của truyền thông hợp nhất. Truyền thông hợp nhất tích hợp tất cả các hệ thống mà người dùng có thể đã sử dụng và giúp các hệ thống đó hoạt động cùng lúc trong thời gian thực. Ví dụ, công nghệ truyền thông hợp nhất có thể cho phép người dùng cộng tác liền mạch với người khác trong một dự án, ngay cả khi hai người dùng ở các vị trí riêng biệt. Người dùng có thể nhanh chóng xác định vị trí người dùng cần thiết bằng cách truy cập thư mục tương tác, tham gia vào phiên nhắn tin văn bản và sau đó chuyển phiên sang cuộc gọi thoại hoặc thậm chí là cuộc gọi video.
Trong một ví dụ khác, một nhân viên nhận được cuộc gọi từ một khách hàng muốn nhận được câu trả lời. Truyền thông hợp nhất cho phép nhân viên đó gọi một đồng nghiệp là chuyên gia từ danh sách thời gian thực. Bằng cách này, nhân viên có thể trả lời khách hàng nhanh hơn bằng cách loại bỏ các vòng email và thẻ điện thoại qua lại.

### Tính tương phản với tin nhắn hợp nhất
Truyền thông hợp nhất đôi khi bị nhầm lẫn với tin nhắn hợp nhất, nhưng chúng là khác biệt. Truyền thông hợp nhất đề cập đến cả việc truyền thông theo thời gian thực và không theo thời gian thực dựa trên phương thức và vị trí ưa thích của người nhận; tin nhắn hợp nhất loại bỏ tin nhắn từ một số nguồn (chẳng hạn như e-mail, thư thoại và fax), nhưng chỉ giữ lại những tin nhắn để đọc sau đó. Truyền thông hợp nhất cho phép một cá nhân kiểm tra và đọc e-mail hoặc thư thoại từ bất kỳ thiết bị liên lạc nào bất cứ lúc nào. Nó mở rộng ra ngoài các dịch vụ thư thoại đến các dịch vụ truyền thông dữ liệu và video.

## Các khái niệm liên quan
Truyền thông hợp nhất & cộng tác (UCC) là sự tích hợp của các phương thức liên lạc khác nhau với các công cụ cộng tác như bảng trắng ảo, hội nghị âm thanh và video thời gian thực và tính năng điều khiển cuộc gọi nâng cao. Trước khi hợp nhất các công cụ truyền thông và cộng tác thành một nền tảng duy nhất, các nhà cung cấp dịch vụ cộng tác doanh nghiệp và nhà cung cấp dịch vụ truyền thông doanh nghiệp đã đưa ra một số giải pháp khác biệt. Giờ đây, các nhà cung cấp dịch vụ cộng tác cũng cung cấp các dịch vụ truyền thông và các nhà cung cấp dịch vụ truyền thông đã phát triển các công cụ cộng tác.
Truyền thông hợp nhất & cộng tác cung cấp như một dịch vụ (UCCaaS) là các nền tảng UCC dựa trên điện toán đám mây. So với các giải pháp UCC dựa trên giả thuyết, các nền tảng UCCaaS cung cấp tính linh hoạt và khả năng mở rộng nâng cao nhờ mô hình đăng ký SaaS.
Cung ứng truyền thông hợp nhất là hành động nhập và định cấu hình cài đặt cho người dùng hệ thống điện thoại, tin nhắn tức thời, telepresence  và các kênh cộng tác khác. Các nhà cung cấp gọi quy trình này là thực hiện các động thái, thêm, thay đổi và xóa hoặc MAC-D.